# هیما
شهرستان هیما (به عربی:  ولایة هیما ) یکی از شهرستانهای استان وُسطی در کشور پادشاهی عمان است.
مناطق گردشگری متعددی در شهرستان هیما وجود دارد.
غارها، چشمه‌ها و زیستگاه‌های حیات وحش در کوه‌های اطراف این شهرستان به چشم می‌خورد. مشهورترین غارهای آن «الراکی»، «المسک»، «وادی صراف» و «قطار» نام دارند، همچنین چشمه‌های گوناگونی از آب شیرین و گوارا در پایه کوه‌ها در جریان است از جمله چشمه «عین الهابور»، چشمه «قرن عانوز» و چشمه «بوی الحوجاء»، آب این چشمه‌ها به وادی جعلونی می‌ریزند که در نهایت المطاف به صحرای جده حراسیس منتهی می‌شود. در دوران قدیم نام این شهرستان «المعبر» بوده‌است.

## جمعیت
جمعیت آن در حدود ۱۰۰۰۰ هزار نفر می‌باشد.

## زبان
مردم این شهرستان عرب زبان هستند.